# Elvis Rexhbeçaj
Elvis Rexhbeçaj (ur. 1 listopada 1997 w Gjonaju) – niemiecki piłkarz kosowskiego pochodzenia,  występujący na pozycji pomocnika w niemieckim klubie FC Augsburg. Wychowanek VfL Wolfsburg, w trakcie swojej kariery grał także w 1. FC Köln oraz VfL Bochum.